# Жимо, Шериф Олатунде
Шериф Олатунде Жимо (англ. Sherif Olatundé Jimoh; род. 4 мая 1996, Абиджан) — ивуарийский футболист, защитник казахстанского клуба «Ордабасы». Выступал за национальную сборную Кот-д’Ивуара.

## Карьера

### Начало карьеры
Воспитанник ивуарийского клуба «Атлетик Аджаме». В июле 2013 года перешёл в основную команду. Выступал с командой в Лиге 2 ивуарийского чемпионата. В июле 2019 года перешёл в «Сан Педро» из ивуарийской Лиги 1. Дважды становился серебряным призёром чемпионата в сезонах 2019/2020 и 2020/2021.

### «Неман» Гродно
В июле 2021 года проходил просмотр в белорусском клубе «Неман». В августе 2021 года подписал с клубом контракт на полтора года. Дебютировал за клуб в Высшей лиге 15 августа 2021 года против «Гомеля», выйдя на замену на 61 минуте. 28 ноября 2021 года в матче против жодинского «Торпедо-БелАЗ» отличился двумя результативными передачами. Стал ключевым игроком клуба. В своём дебютном сезоне за клуб провёл 11 матчей, в которых отметился 2 результативными передачами.
Сезон 2022 года начал с победы в четвертьфинале Кубка Беларуси над могилёвским «Днепром» со счётом по сумме 2 матчей 3:0. Первый матч в сезоне провёл 19 марта 2022 года против «Торпедо-БелАЗ», выйдя в старте и одержав уверенную победу. В апреле 2022 года в полуфинале Кубка Беларуси проиграли борисовскому БАТЭ со счётом 2:3. В матче 15 мая 2022 года против дзержинского «Арсенала» получил очередное повреждение и был заменён. Дебютный гол за клуб забил 20 октября 2022 года в матче против могилёвского «Днепра». По ходу сезона был одним из основных футболистов клуба.

### БАТЭ
В декабре 2022 года появилась информация, что ивуарийский футболист на правах свободного агента перешёл в борисовский БАТЭ. Вскоре борисовский клуб официально сообщил о подписании с игроком контракта. Как позже сообщил сам игрок, что футболистом интересовалось минское «Динамо», а также клубы с Венгрии и Азербайджана. Дебютировал за клуб 18 марта 2023 года в матче против «Гомеля». Попал в символическую сборную 2 тура Высшей лиги. По итогу полуфинальных матчей Кубка Беларуси обыграл гродненский «Неман» и вышел в финал. Стал серебряным призёром Кубка Беларуси, где в финале 28 мая 2023 года уступил жодинскому «Торпедо-БелАЗ». В июле 2023 года футболист вместе с клубом отправился на квалификационные матчи Лиги чемпионов УЕФА. Первый матч в рамках еврокубкового турнира сыграл 11 июля 2023 года против албанского клуба «Партизани». Во втором квалификационном раунде футболист с клубом по сумме матчей уступил кипрскому «Арису» и отправился выступать в квалификации Лиги Европы УЕФА. В рамках квалификаций Лиги Европы УЕФА вместе с клубом уступил молдавскому «Шерифу» и выбыл в квалификационный раунд плей-офф Лиги конференций УЕФА. В квалификационном раунде плей-офф Лиги конференций УЕФА футболист вместе с клубом уступил по сумме матчей косоварскому «Балкани» и закончил еврокубковую компанию. На протяжении сезона футболист был одним из ключевых игроков клуба, отличившись 4 результативными передачами во всех турнирах. По итогу сезона футболист вместе с клубом занял итоговое пятое место в чемпионате.
В январе 2024 года футболист приступил к подготовке к новому сезону вместе с борисовским клубом. Новый сезон футболист начал 6 марта 2024 года с четвертьфинального матча Кубка Беларуси против минского «Динамо», выйдя на поле в стартовом составе. Первый матч в чемпионате футболист сыграл 16 марта 2024 года против «Минска», выйдя на поле в стартовом составе.

## Международная карьера
В 2013 году стал обладателем Кубка Африканских Наций до 17 лет. Также в октябре 2013 года вызвался в сборную Кот-д’Ивуара до 17 лет для участия в юношеском Чемпионате мира.
В 2015 году вызывался в сборную Кот-д’Ивуара до 20 лет.
В 2015 году также выступал в турнире в Тулоне вместе со сборной Кот-д’Ивуара до 22 лет.
В 2015 году вызвался также в сборную Кот-д’Ивуара. Дебютировал за сборную 18 октября 2015 года против Ганы.

## Достижения
Сборная
Кот-д’Ивуар (до 17)
- Победитель Кубка Африканских Наций до 17 лет: 2013